# ツンデレタロット
『ツンデレタロット』は、DEARSより2009年6月12日に発売されたタロットのデッキ（カード一式）。

## 概要
DEARSより発売されている『ツンデレカルタ』の姉妹商品で、男性向けの「ツンデレタロット」と女性向けの「ツンデレタロットB」が同時に発売された。どちらも大アルカナ（22枚）・小アルカナ（56枚）の合計78枚のカードと占い方・カード（大アルカナ）の正位置・逆位置の意味を解説するガイド音声を収録したCDがセットになっている。

### カードの特徴
大アルカナの配列はウェイト版タロットに準拠している。従って「力」が8番・「正義」が11番である。
『ツンデレタロット』の大アルカナと小アルカナのペイジ・ナイト・クイーン・キングのカードに描かれている人物は全て女性であるため、12番「吊された男」は「吊され人」と性別を特定しない表記になっている。また『ツンデレタロットB』では「正義」や「星」のように伝統的なデザインでは女性が描かれることの多いカードを含め「女教皇」「女帝」と小アルカナのクイーン4枚を除いて男性が描かれている。

## スタッフ
- 企画：田端健一
- 販売：有限会社DEARS

### ツンデレタロット
- 読み手：釘宮理恵
- 音響監督：吉戸正樹
- イラスト&カードデザイン：石原ますみ

### ツンデレタロットB
- 読み手：福山潤
- 音響監督：榎本覚
- 脚本：クレイ・シーゴット
- イラスト：澤村一彰（大アルカナ）・トケタミかん（小アルカナ）